# Моэ Макоссо Чинкоссо
Моэ Макоссо Чинкоссо (фр. Moe Makosso Tchinkosso) — король Лоанго в 1875—1885 годах.

## Правление
В 1875 году, после смерти короля, Моэ Макоссо Чинкоссо силой захватил власть при поддержке нескольких сторонников. К концу XIX века упадок королевства усилился. Это повлекло за собой ущерб от соперничества между европейцами в Центральной Африке, в частности, между прапорщиком Пьером Саворньяном де Бразза и исследователем Генри Мортоном Стэнли. Чтобы обеспечить односторонний контроль над морской границей Конго и Габона, Франция навязала договоры традиционным властям. 12 марта 1883 года Моэ Макоссо Чинкоссо подписал с лейтенантом Робером Кордье договор о суверенитете, торговле и уступке территории в присутствии португальских торговцев Мануэля Сабоги и француза Фердинанда Пишо. Кроме того, власть короля Лоанго уступала место местным властителям.